# Camps Decumats
Els Camps Decumats (llatí: Agri Decumates) eren les terres a l'est del Rin i nord del Danubi, de les quals els romans van prendre possessió quan els germànics es van retirar cap a l'est. Aquest territori el van repartir a emigrants gals i a tribus germàniques sotmeses, i més tard als seus propis veterans, que en pagaven una desena part de la collita.
A final del segle i o començament del segle ii, segons Tàcit, el país es va incorporar a la província romana de Rètia i va passar a formar part de l'Imperi. El límit amb els germànics no sotmesos estava limitat per una muralla que anava de Ratisbona a Lorch, el Limes Germanicus i en una altra part s'hi van instal·lar diversos obstacles i guarnicions (de Lorch al Rin, prop de Colònia Agripina), que van omplir el territori de noves ciutats i vies militars.
Els romans van trobar moltes dificultats per mantenir les seves posicions i la primera part que van perdre va ser la zona del riu Main, en època desconeguda, però probablement cap a l'any 270, i després es va perdre la porció del sud en temps de la mort de l'emperador Marc Aureli Probe (283), quan els alamans la van ocupar. L'última de les inscripcions romanes d'aquella zona data de l'època de l'emperador Gal·liè (260-268).
Les ciutats conegudes del territori eren Ambiatinus Vicus, Alisum, Divitia, Gesonia, Victoria, Biberna, Aquae Mattiacae (Wiesbaden), Munimentum Trajani, Artaunum, Triburium, Bragodurum o Bragodunum, Budoris i Caritni entre d'altres.